# イツハーク・モルデハイ

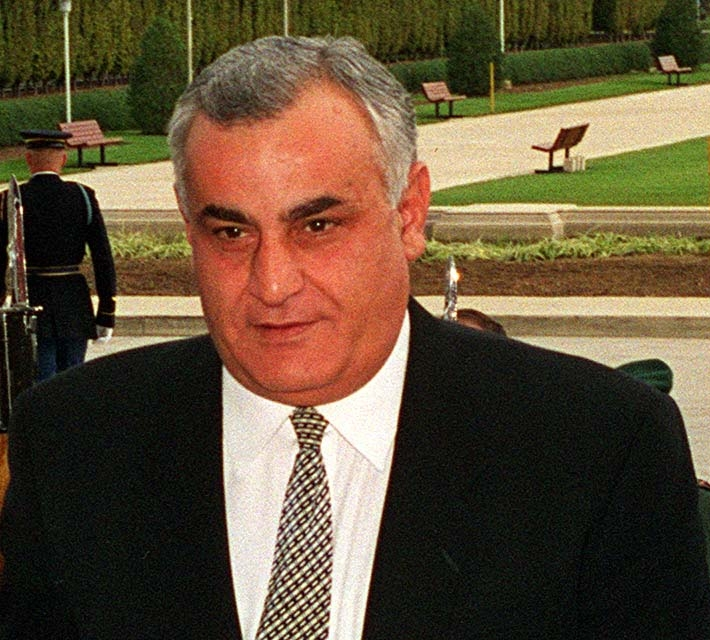
イツハーク・モルデハイ

イツハーク・モルデハイ（Yitzhak Mordechai、ヘブライ語：יצחק מרדכי）は、1944年11月22日・イラク北部出身のイスラエルの政治家、軍人。同国の国防相をつとめた。クルド系ユダヤ人である。

## 出自・軍歴
イラク北部のクルド系ユダヤ人の家庭に生まれたモルデハイは、1949年にイスラエルに帰還、1962年にイスラエル国防軍に入隊する。同軍入隊後は落下傘部隊に志願、1973年の第4次中東戦争に従軍し、シナイ半島での戦闘で功績を挙げ、勇気記章を授与される。モルデハイは順当にキャリアを積み上げて行き、1984年には准将に、1986年には少将に昇格。同年には軍の南部管区司令官に就任、89年には中央管区司令官に就任、91年から94年までは北部管区司令官をつとめた。参謀総長への出世をモルデハイ自身は望んでいたが、叶わなかったため、翌・95年、33年間つとめた国防軍を退官、政界への進出を決意する。

## 政界進出・ネタニヤフとの対立
国防軍退官後の1996年には、ベンヤミン・ネタニヤフの要請を受け、政界への進出を決意。同年実施の総選挙で右派政党・リクードの目玉候補として擁立され当選を果たし、同時実施の首相選で勝利を収めたネタニヤフの下で国防相をつとめる。しかしながら、モルデハイはリクード内ではハト派に属し、対アラブ・パレスチナ融和論者であるため、党内強硬派を代表するネタニヤフとは齟齬があり、対立関係が先鋭化、99年1月には新党結成の動きを露にし、総選挙の候補者登録に応じなかったことにネタニヤフが激怒、同月23日にネタニヤフはモルデハイの更迭に踏み切り、記者会見の際にはモルデハイを激しい口調で糾弾した。国防相更迭後は、リクードを離党し、ネタニヤフとの対立から同じようにリクードを離党していたダン・メリドール財務相（メリドールは現在はネタニヤフと和解・復党を果たしている）らと2月23日に中道新党・中道党を結成し、一時モルデハイは、ネタニヤフ、エフード・バラック労働党党首に次ぐ20%の支持を集めるものの（同年2月の、イデェオト・アハロノト紙・世論調査）、最終的には4.6%と低迷、首相選からの撤退を余儀なくされ、議会選でも6議席と低迷した。

## セクハラ事件・政界追放
首相選からの撤退を迫られたモルデハイだが、選挙戦終盤でバラックを支持したことからバラックの勝利に大きく貢献、政敵であるネタニヤフを失脚させることには成功する。ネタニヤフ政権は、前述のメリドールやベニー・ベギン元科学相の離反・内部抗争で弱体化していたものの、ネタニヤフ個人の個性の強さからそれでも再選は固いとの見方が少なくなかったが、モルデハイの離反は致命的だった。リクードの末端支持者は中東系のユダヤ人・ミズラヒムが比較的多く、同窓が潜在的に持つ非差別意識を刺激した。モルデハイはその後、バラック政権下で副首相兼運輸相に就任するが、政治キャリアの終焉はあっけなく訪れる。翌・2000年に運輸省の女性職員に対する強制わいせつ事件が発覚。同事件によりモルデハイは大臣を辞任、その後、逮捕・起訴に至り、翌年には有罪判決が下り、議員の職を辞職。現在は政界を完全に引退している。